# Arje Deri

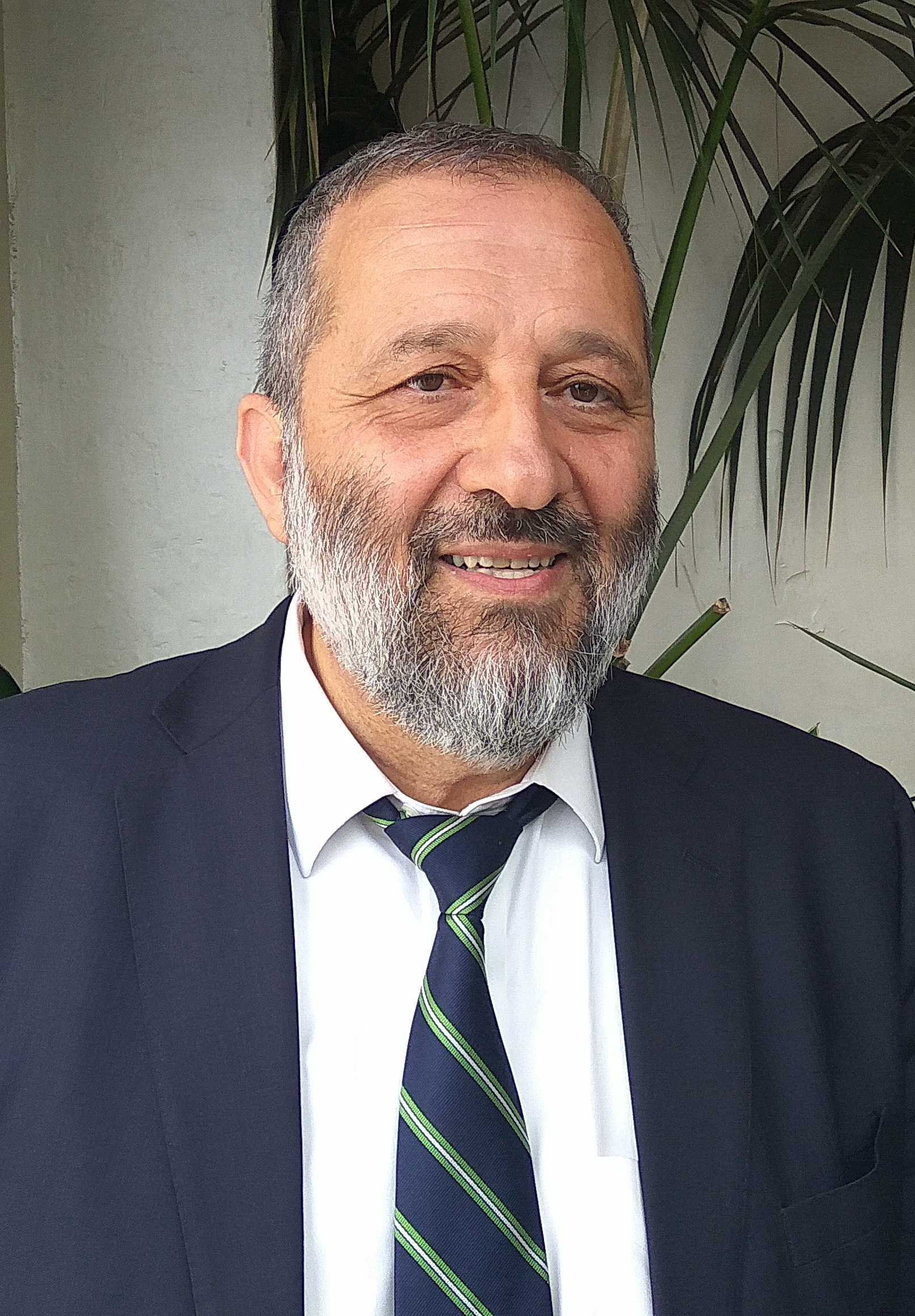
Arje Deri (2018)

Arje Machluf Deri (hebräisch אריה מכלוף דרעי; * 17. Februar 1959 in Meknès, Marokko) ist ein israelischer Politiker und Vorsitzender der charedischen („ultraorthodoxen“) Schas-Partei. Er war mehrmals Minister. Zweimal wurde er in Strafsachen verurteilt.
Von 1988 bis 1993 bekleidete er das Innenressort. Als Jitzchak Rabin kurzfristig vom 11. Mai bis zum 7. Juni 1993 das Innenministerium übernahm, blieb Deri als Minister ohne Geschäftsbereich in der Regierung und kehrte anschließend auf seinen alten Posten zurück, den er bis zu seinem Ausscheiden aus der 25. Regierung am 14. September 1993 innehatte.
In der 34. israelischen Regierung unter Ministerpräsident Benjamin Netanjahu war Deri von Mai bis November 2015 Wirtschaftsminister; seit Mai 2015 war er zudem Minister für die Entwicklung des Negev und Galiläas und seit Januar 2016 auch wieder Innenminister. Er schied am 13. Juni 2021 aus der Regierung aus.
Ende Dezember 2022 wurde Deri Innen- und Gesundheitsminister im Kabinett Netanjahu VI. Das Oberste Gericht Israels entschied im Januar 2023 jedoch, dass er diese politischen Ämter nicht innehaben dürfe: Deri war im Vorjahr wegen Steuerbetrugs verurteilt worden. In einem Vergleich mit dem Gericht hatte er u. a. seinen Rückzug aus der Politik zugesagt und im Gegenzug nur eine Bewährungsstrafe erhalten. Am 22. Januar 2023 entließ Netanjahu daraufhin Deri aus seinen Ministerämtern.
Deri ist verheiratet und hat neun Kinder. Er lebt mit seiner Familie in Jerusalem.

## Leben und politische Laufbahn

### Erste politische Karriere
Deris Familie wanderte 1968 nach Israel ein, wo er in Chadera und später in Jerusalem eine ultra-orthodoxe Jeschiwa besuchte, die er allerdings verließ, als er sich in den 1980er Jahren der Politik zuwandte. 1983 war er einer der Mitbegründer der Schas-Partei, die sich auch durch die Unterstützung des ehemaligen sephardischen Oberrabbiners Ovadja Josef von einer Wahlliste in Jerusalem zu einer landesweit agierenden, ultra-orthodoxen sephardischen Partei wandelte und 1984 bei den Wahlen zur 11. Knesset vier Sitze gewann. In der von Schimon Peres gegründeten 21. israelischen Regierung, die vom 13. September 1984 bis zum 20. Oktober 1986 Bestand hatte, erhielt Deri, der zu dem Zeitpunkt noch kein Mitglied der Knesset war, eine leitende Position im Innenministerium, die er auch in der nachfolgenden 22. Regierung unter Jitzchak Schamir beibehielt. In der 12. Knesset errang die Schas sechs Sitze. Schamir, der jeweils mit der Bildung der 22. Regierung (vom 23. Dezember 1988 bis zum 11. Juni 1990) und 23. Regierung (vom 11. Juni 1990 bis zum 13. Juli 1992) beauftragt war, behielt Deri als Innenminister. Ab der 13. Knesset war Deri selbst Parlamentsmitglied und blieb auch in den nachfolgenden Regierungen unter Rabin bis zum September 1993 Innenminister.
Zu seinen politischen Positionen gehörte das Eintreten für einen Frieden mit den Palästinensern und das Eintreten für eine Teilautonomie, die Deri als sine qua non seiner Regierungsbeteiligung postulierte. Im Bereich der Sozialgesetzgebung vertrat er jedoch Positionen, die säkulare Israelis die Umwandlung des Landes in eine Theokratie befürchten ließen. So geht der Rücktritt der damaligen Erziehungsministerin Schulamit Aloni, die wegen des Versuches, die israelischen Schullehrpläne zu säkularisieren, in die Kritik der orthodoxen Parteien und Rabbiner geraten war, auf Deris Anstrengungen zurück.

### Zweite politische Karriere ab 2009
Nach dem Verbüßen einer mehrjährigen Haftstrafe (Deri wurde am 3. September 2000 zu vier Jahren Gefängnis wegen Korruption, Betrugs und Amtsmissbrauchs verurteilt, wovon er bis zum 15. Juli 2002 insgesamt 22 Monate im Maasiyahu-Gefängnis verbüßte) sowie der darauf folgenden siebenjährigen Sperre für die Übernahme öffentlicher Ämter kehrte Deri 2009 in die Politik zurück und saß ab dem 5. Februar 2013 erneut für die Schas in der Knesset. Im Mai 2015 wurde Deri Wirtschaftsminister (war er bis November 2015) und auch Minister für die Entwicklung des Negev und Galiläas. Ab Januar 2016 war er auch Innenminister.
Als 2014 Zeitungen meldeten, Benjamin Netanjahus Sohn Jair sei mit einer nichtjüdischen Norwegerin liiert, kommentierte Deri dies: „Wehe uns, wenn das wahr ist.“
Nach einem fast dreijährigen Ermittlungsverfahren in Zusammenarbeit mit der Steuerbehörde empfahl die Polizei im November 2018 der Staatsanwaltschaft die Anklageerhebung wegen Betrugs und Untreue. Die Ermittlungen ergaben hinreichende Beweise für diese Vergehen in Deris Kontakten zu einem Geschäftsmann während seiner Amtsausübung als Minister, zudem für erhebliche Steuervergehen, für Geldwäsche, für Behinderung der Justiz sowie für falsche Angaben über sein Einkommen und Vermögen gegenüber dem Knessetsprecher und dem Rechnungshof.
Nach der Massenpanik auf dem Har Meron mit 45 Toten wurde bekannt, dass Deri sich dafür eingesetzt hatte, allen anreisenden Gläubigen den Zugang zu ermöglichen, obwohl bekannt war, dass die Örtlichkeit für die erwartete Zahl von Besuchern (bis zu 100.000) nicht geeignet war.

### Verständigung im Strafverfahren nach siebenjähriger Strafuntersuchung
Israels Generalstaatsanwalt Avichai Mandelblit und die Wirtschaftsabteilung der Staatsanwaltschaft erhoben Ende Dezember 2021 vor dem Jerusalemer Amtsgericht Anklage wegen Steuervergehen gegen Arje Deri.
Die Anklage wurde erhoben, nachdem die Parteien Tage zuvor ein Abkommen angekündigt hatten. Ihm zufolge sollte Deri aus der Knesset zurücktreten, geringfügige Steuervergehen eingestehen und eine Geldstrafe von 180 000 Schekel (etwa 50 000 Euro) zahlen. Im Gegenzug stellte die Staatsanwaltschaft das Strafverfahren ein und verlangte keine Gefängnisstrafe.
Als Folge von Deris Rücktritt aus der Knesset erklärte Mandelblit, dass er auf eine Anklage wegen „moralischer  Verwerflichkeit“ verzichten werde, die Deri für sieben Jahre von jeder politischen Betätigung und somit von einer Kandidatur für die nächste Knesset ausgeschlossen hätte. Deri konnte auf diese Weise auch Vorsitzender von Schas bleiben. Sein Parlamentsmandat übernahm der in Frankreich geborene ehemalige Abgeordnete Yosef Taieb. Deri erklärte, dass er Gott dafür danke, dass er und seine Familie die siebenjährigen Ermittlungen überstanden hätten. Er übernehme die Verantwortung für die von ihm begangenen Fehler bei der Steuererklärung. Am 23. Januar 2022 übergab Arje Deri dem Parlamentspräsidenten der Knesset, Mickey Levy, seine Rücktrittserklärung, die dieser annahm.
Der Oberste Gerichtshof entschied im Januar 2023, dass Deri kein Ministeramt in der im Dezember 2022 gebildeten Regierung Netanjahu ausüben dürfe, und zwar zum einen wegen seiner Vorstrafen, zum anderen wegen seiner Ankündigung als Teil der Verständigung mit der Anklage, dass er sich aus der Politik zurückziehen werde. Am 22. Januar 2023 entließ Netanjahu ihn daraufhin aus der Regierung, betonte jedoch, dass er dies „schweren Herzens, mit großem Kummer“ tue.